# Sacsayhuamán

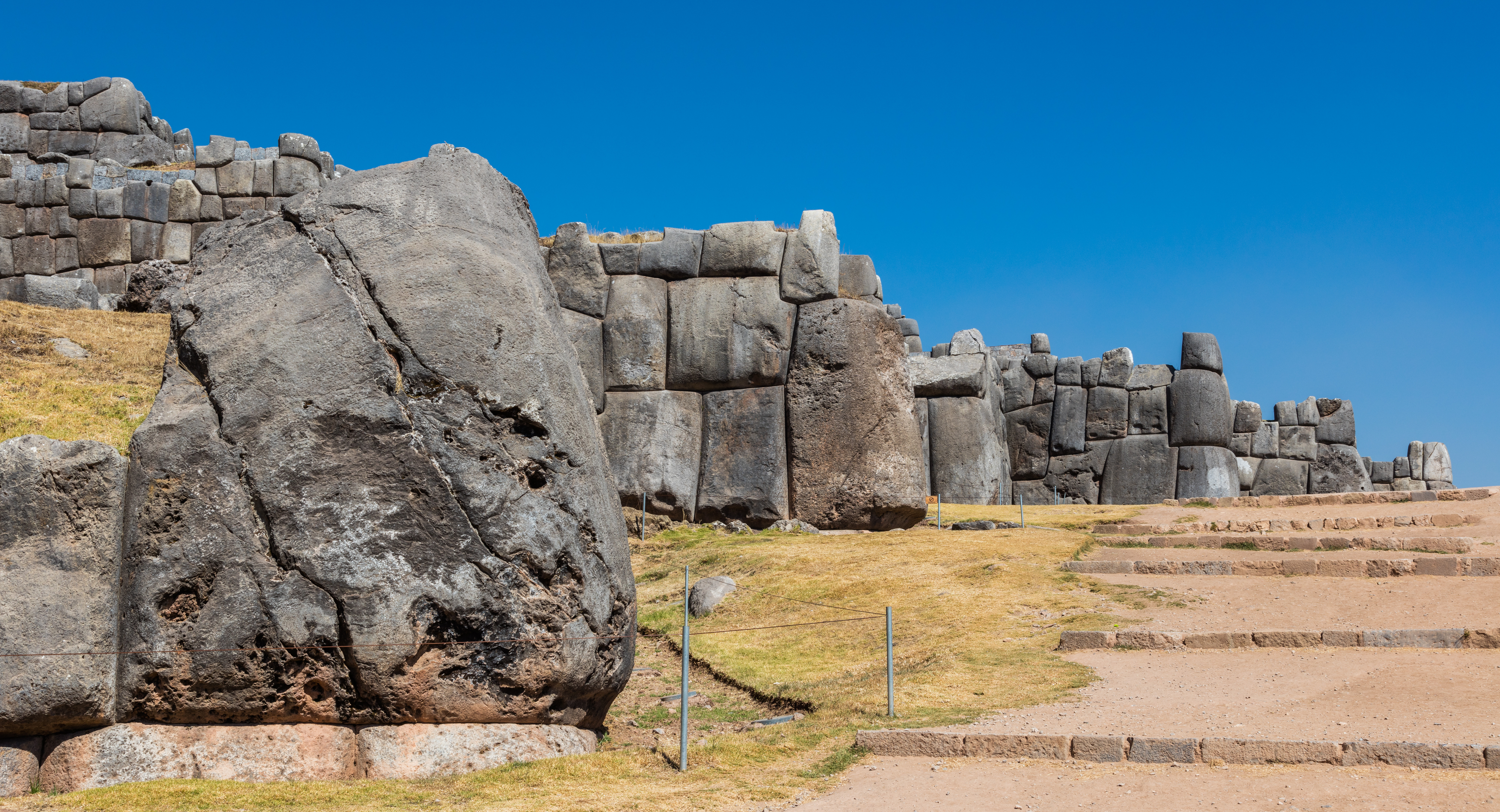
Vedere laterală a zidurilor din Sacsayhuaman

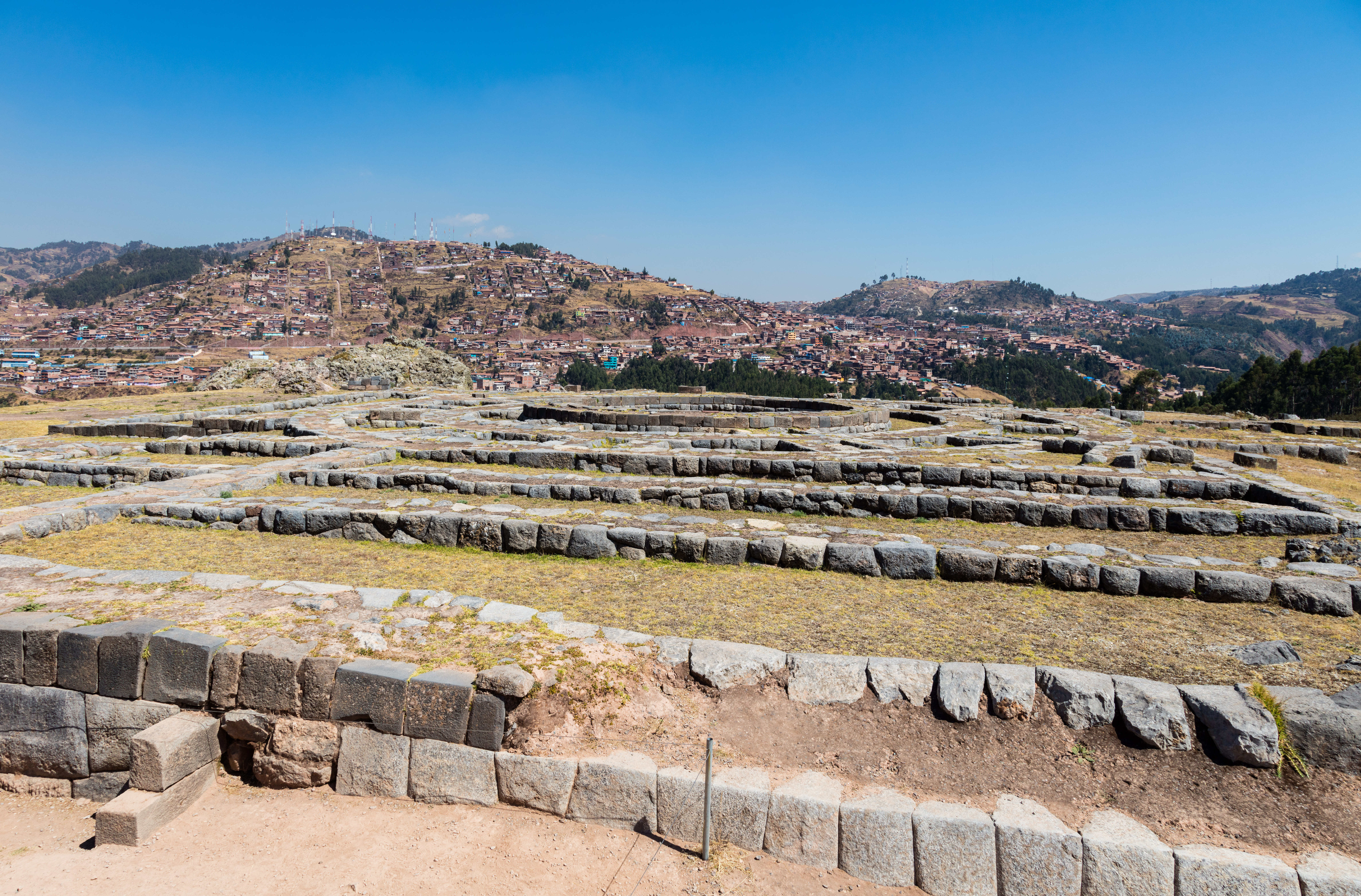
Muyuq Marka

Sacsayhuaman, Sacsayhuaman, Sacsahuaman, Saxahuaman, Saksaywaman, Saqsaywaman, Sasawaman, Saksawaman, Sacsahuayman, Sasaywaman sau Saksaq Waman (probabil din limba quechua, waman falcon) este o citadelă la periferia de nord a orașului Cuzco, Peru, capitala istorică a Imperiului Inca. Secțiunile au fost construite inițial de oamenii culturii Killke pe la 1100 e.n.; ei au ocupat zona începând cu anii 900 e.n.. Complexul a fost extins și completat de către incași începând cu secolul al 13-lea; sunt niște ziduri construite din pietre uriașe. Muncitorii au tăiat cu atenție blocurile uriașe de piatră pentru a se îmbina strâns fără mortar. Situl este la o altitudine de 3.701 metri (12.142 ft).
În 1983, Cuzco și Sacsayhuaman s-au adăugat împreună la Lista Patrimoniului Mondial UNESCO pentru recunoaștere și protecție.

## Descriere
Situat pe un deal abrupt cu vedere spre oraș, complexul fortificat are o vedere largă a văii, la sud-est. Studiile arheologice asupra colecțiilor de ceramică de la Sacsayhuaman indică faptul că cea mai veche ocupație aici datează de la aproximativ 900 e.n.
Potrivit istoriei orale, Tupac Inca "și-a amintit că tatăl său Pachacuti a numit orașul Cuzco orașul leu.. El a spus că este coada acolo unde cele două râuri se unesc și curg prin oraș, că trupul este piața centrală, iar capul trebuia făcut." Inca au decis: "cel mai bun cap ar fi o fortăreață pe un platou înalt, în partea de nord a orașului.":105 Dar arheologii au constatat că Sacsayhuaman a fost construit de fapt de către precedenta cultură Killke; acesta a fost extins de incași începând cu secolul al 13-lea.

## Istorie
După Bătălia de la Cajamarca, în timpul Conquistei Spaniole, Francisco Pizarro l-a trimis pe Martin Bueno și alți doi spanioli să transporte, la baza spaniolă din Cajamarca, aur și argint din Templul numit Coricancha.:228–230 Au găsit Templul Soarelui "acoperit cu plăci de aur", pe care spaniolii le-au smuls drept plată pentru răscumpărarea lui Atahualpa. Șapte sute de placi au fost desprinse, care s-au adăugat la cele două sute de cargas (încărcături) de aur transportate înapoi la Cajamarca. Mumiile regale, drapate în largi mantii și așezate în scaune acoperite cu aur, au fost lăsate acolo. Dar, în timp ce profanau templul, trei bărbați de-ai lui Pizarro, au prihănit și  Fecioarele Soarelui.:192–193
În urma asediului orașului Cuzco, spaniolii au început să folosească Sacsayhuaman ca o sursă de pietre pentru construirea unui Cuzco spaniol. Situl a fost distrus de bloc cu bloc pentru a construi noul orașul colonial. Garcilaso de la Vega (pe la 1609) spune: "pentru a scuti cheltuieli, efort și timp, au dărâmat îparte mai ușoară a zidăriei. De fapt, nu există casă în oraș care nu fi fost făcută din această piatră, sau cel puțin casele construite de spanioli." Astăzi, doar pietrele care erau prea mari pentru a fi usor de mutat au rămas.

## Enigma blocurilor de la Sacsayhuaman
Vince Lee, un autor, arhitect, și explorator, care a studiat diverse situri vechi, unde oamenii au mutat mari megaliți, avansează teoria conform căreia blocurile de la Sacsayhuamán au fost plasate după ce erau sculptate cu precizie. Metoda utilizată pentru a se potrivi exact forma unei pietre cu pietrele adiacente este necunoscută; se poate să fi fost trasare sau templating. Unele ipoteze vorbesc de metode de muiere a pietrei! Blocurile erau probabil remorcate pe o rampă și urcate pe zid, plasate pe niște busteni, care apoi erau extrași unul câte unul pentru a se coborî blocul în lăcașul lui.

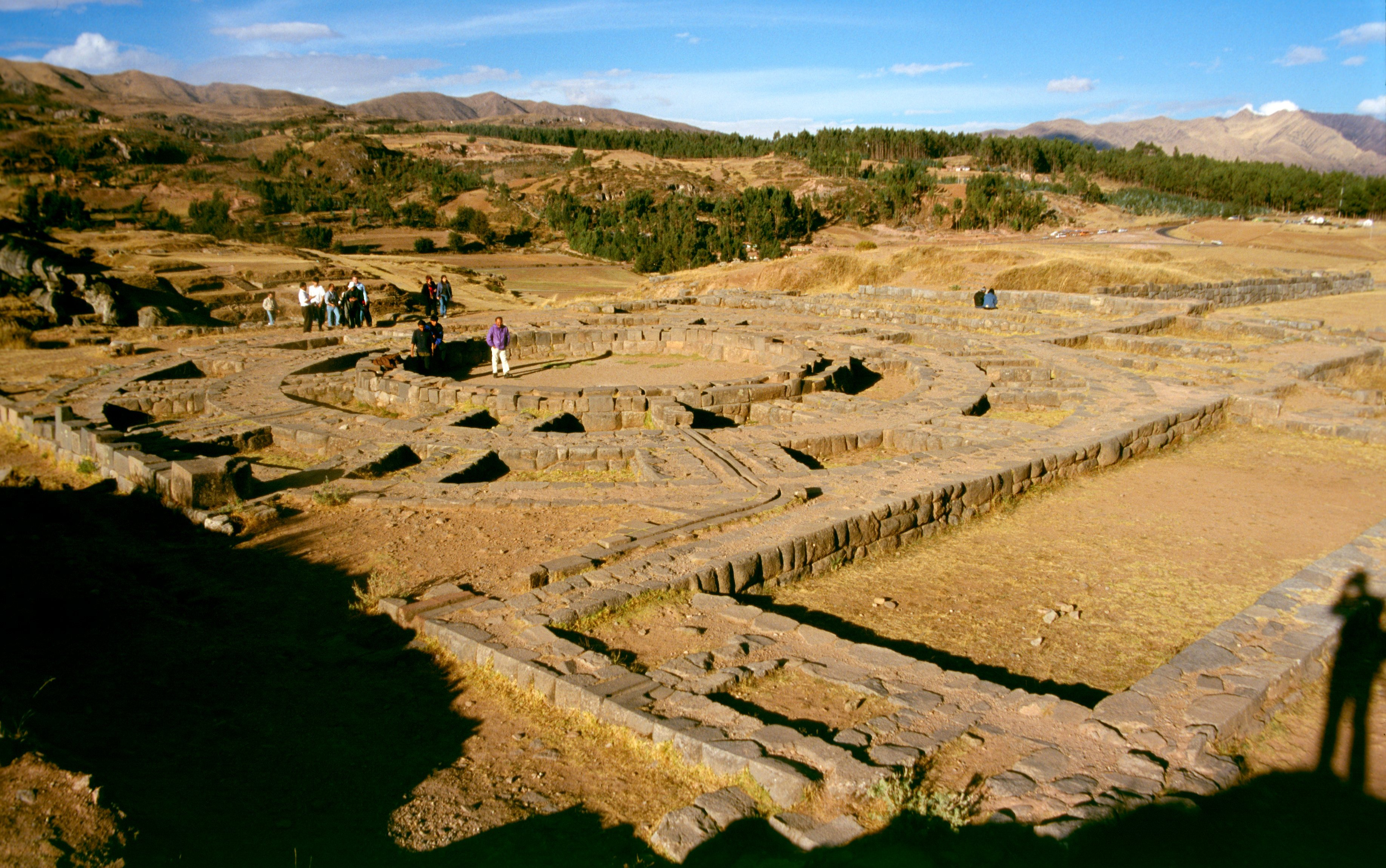
Sacsayhuamán

## Sărbători incașe
Peruanii sărbătorescInti Raymi, festivalul inca anual al solstițiului de iarnă și a anului nou. Este organizat în apropiere de Sacsayhuaman pe 24 iunie. Un alt festival important este Warachikuy, în a treia duminică a lunii septembrie.                                                  
Unii oameni din Cusco folosesc terenul întins din interiorul zidurilor complexului pentru jogging, Tai Chi Chuan, și alte activități sportive.

## Legături externe
- Articol BBC Noi Descoperiri de la Sacsayhuaman
- Video de pe YouTuberăsăriteste Cusco, cum se vede de la Sacsayhuaman